# Лабу
Лабу — один з 5 мукімів (районів) округи (даера) Тембуронґ, на сході Брунею. Межує за Малайзією, тут розташовано пункт прикордонного контролю.

## Райони
- Кампонг Лабу Естате
- Кампонг Сенукоh
- Кампонг Піасау-Піасау
- Кампонг Паяу
- Кампонг Аям-Аям
- Пулау Селіронг
- Пулау Селанйак
- Пулау Сіарау
- Пулау Пітуат

| Бруней | Це незавершена стаття з географії Брунею. Ви можете допомогти проєкту, виправивши або дописавши її. |